# Neoplan N 416
Neoplan N 416 — модель городского автобуса большого класса, выпускавшегося компанией Neoplan в 1982—1992 годах. Одиночная модель получила индекс N416SL (N416SÜE), трёхосная — N420, сочленённая — N421SG.

## История
Впервые модель была представлена в 1980 году. Это был первый городской автобус, выпущенный компанией Neoplan. Городской автобус обозначался S-80, пригородный — Ü-80.
Модель модернизировалась до 1985 года. За всю историю производства на автобусы Neoplan N416 ставили дизельные двигатели внутреннего сгорания DAF, Mercedes-Benz и MAN.
Также существовал укороченный вариант Neoplan N407, который серийно производился с 1989 года.
В 1992 году автобусы Neoplan N416, Neoplan N420 и Neoplan N421 были вытеснены с конвейера моделями Neoplan N4016, Neoplan N4020 и Neoplan N4021.